# 赫尔曼·布洛赫
赫尔曼·布洛赫（德語：Hermann Broch，1886年11月1日—1951年5月30日），奥地利作家，他把长年钻研的群体心理学和政治理论应用于文学创作，他在小说《梦游者》中反映了旧价值体系的崩溃和其中各色人等的转型；在《维吉尔之死》中运用各种新式的表现手段和艺术技巧，如意识流、内心独白、梦幻、反射等，对二十世纪现代文学影响颇大:161-162。米兰·昆德拉将他与卡夫卡、罗伯特·穆齐尔和维尔托德·贡布罗维奇列为中欧最伟大的四位小说家。

## 早年
赫尔曼·布洛赫的父亲约瑟夫·布洛赫是从摩拉维亚的奧洛穆茨来到维也纳的。他创办了自己的纺织厂，和一位犹太富商的女儿约翰娜·许娜伯尔（Johanna Schnabel）结了婚。赫尔曼·布洛赫是家中的长子，比弟弟弗里德里希·布洛赫大三岁。他自幼就受到了良好的教育。1903年从强调自然科学和法语教学的学校毕业之后，父亲就着意让他接受纺织专业的学习，以便接手自己在特斯多夫的纺织厂。布洛赫从此进入纺织技术学院就读，同时在维也纳科技大学旁听数学课程:14-18。
1906年，布洛赫从阿尔萨斯米卢斯的纺织学院毕业，成了一名纺织工程师，开始管理特斯多夫的纺织厂。他充分发挥自己对数学和自然科学的兴趣，曾经对织机进行了技术改进，并申请了专利:16-17。1907年布洛赫在旅行中认识了弗朗西斯卡·范罗瑟曼（Franziska von Rothermann），陷入热恋之中。之后的一段时间，他继续学习自然科学和哲学，并写下了阅读尼采、叔本华、克尔凯郭尔等哲学家著作的笔记。双方家庭都对他们的恋情表示反对，布洛赫为此甚至于1909年改信了罗马天主教,最终得以和范罗瑟曼结婚。翌年他们唯一的孩子出生:50-51。

## 哲学研究

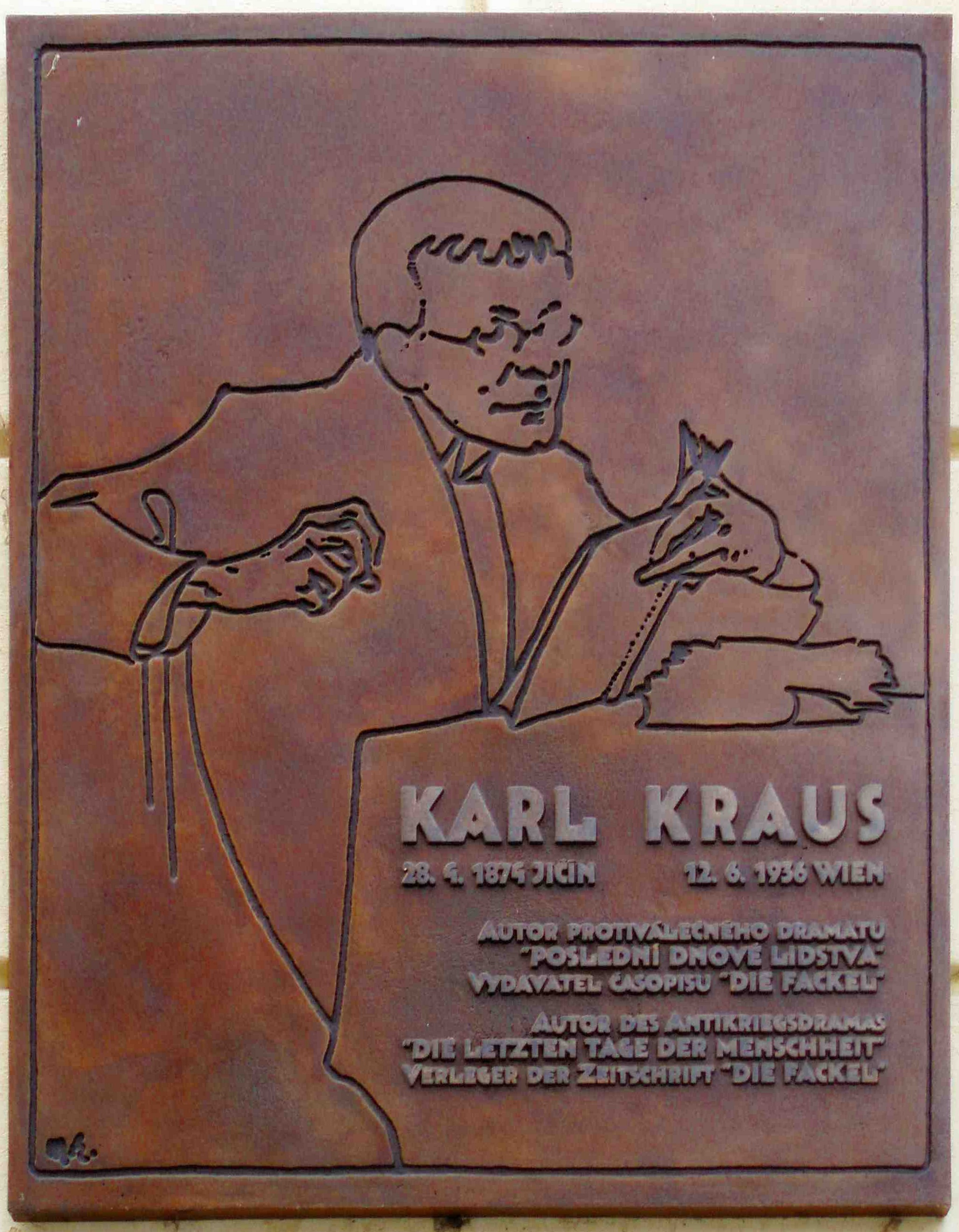
卡尔·克劳斯，对布洛赫和其他奥地利年轻作家有很大的影响

1912年，布洛赫在期刊《灯》（Der Brenner）上发表了文章《走向系统化审美的笔记》，编辑路德维希·范菲克将这篇文章分发给了莱纳·玛利亚·里尔克，布洛赫也通过范菲克认识了卡尔·克劳斯、托马斯·曼、斯蒂芬·茨威格等众多年轻的文学家。之后的一两年，布洛赫参与了文艺圈里对康德和叔本华哲学思想的讨论，特别强调人的自我和孤独。1914年第一次世界大战爆发，受卡尔·克劳斯影响较大的布洛赫主张国际和平，对越来越重的战争阴云、人民的狂热、群体性的歇斯底里表示忧心，他还曾为奥地利红十字会工作了一段时间。
一战结束后，他曾参与工会组织和政府部门，调节资本家和劳动者的关系。此时他目睹了奥匈帝国的解体、工人运动兴起，各地的革命与动荡、以及维也纳的地位的迅速衰落，种种新旧更替都让他思考:27-31。这种沉思导致了他从1918-1920年代中期基本没发表什么作品，也不再继续撰写哲学毕业和论文，期间他和罗伯特·穆齐尔、莱奥·佩鲁兹和弗朗兹·布雷等人保持着浓厚的友谊。1923年和妻子离婚。

## 文学创作
1926年，年近四十的布洛赫决定进入维也纳大学学习数学、心理学和哲学，他自己后来回忆说这是为了弥补自己缺少的正规大学教育，希望可以获得博士学位。他的哲学老师是维也纳学派的奠基人石里克。在石里克的影响下，布洛赫期望用文学来解决科学和形而上学所遇到的困局。翌年，他以“经济形势不稳”为理由卖掉了纺织厂，把收入分作四份，自己的一份全给了前妻和儿子，自己则清贫地专心学习、研究和进行文学创作。1929年，他开始写第一部长篇小说《梦游者》，1931年小说出版，受到评论界的好评，但是销量不佳:35-37。
布洛赫的经济状况越发窘迫，他尝试了一些计划来改善，比如撰写评论文章，写戏剧和试图将《梦游者》和詹姆斯·乔伊斯《尤利西斯》改编成电影。1933年他发表了中篇小说《不可知的数量》，同年冬天，政治形势恶化，他的作品被禁止在德国出版。这一阶段他参加了资助罗伯特·穆齐尔的《没有个性的人》出版的工作，并对崭露头角的埃利亚斯·卡内蒂的创作给予了好评。1934年10月，布洛赫因为经济状况窘迫和厌恶维也纳的喧嚣和堕落，离开了维也纳。之后几年，他四处迁居，目睹了在奥地利愈演愈烈的种族迫害。1937年，布洛赫创作了广播剧《维吉尔之死》，这是后来的长篇小说《维吉尔之死》的雏形:213。
1938年纳粹德国吞并奥地利当天，布洛赫被捕入狱，面对在阿尔陶塞监狱里等待死刑的前景，布洛赫写下了几篇哀歌，后来成为《维吉尔之死》的一部分。半个月之后，布洛赫得以出狱。几个月后，在弗朗茨·韦尔弗（Franz Werfel）和詹姆斯·乔伊斯等朋友们的帮助下，他获得了去英国的签证。朋友Ea von Allesch照顾了布洛赫的母亲，但最终他的母亲还是被关进了集中营死去了。

## 流亡与去世
布洛赫在伦敦和苏格兰呆了几个月之后，他在托马斯·曼和阿尔伯特·爱因斯坦的推荐下，到了美国。《慕尼黑协定》签订的消息传来时，布洛赫并不乐观，他认为战争是无法避免的。到了纽约之后，他住在哥伦比亚大学附近的廉价旅馆里，和美国国际笔会建立了联系，获得了一笔生活费，但他基本都分给了其他欧洲来的难民。1939年布洛赫到耶鲁大学教授，文学评论家亨利·西德尔·坎白家做客，在坎伯的推荐下，他获得了为期十八个月的古根海姆资助，资助他继续撰写《维吉尔之死》。布洛赫只得中断他的群体心理学和政治理论的研究，重新写起小说来。1942年春天，他获得洛克菲勒基金会的资助，资助他继续研究政治理论和群体心理学。相对于别的难民，布洛赫的经济条件不错，他就继续尽力而为的帮助其他难民:93-97。
1945年《维吉尔之死》的德文版和英文译本同时出版:294–295，但布洛赫并没能从中获得很大的经济利益，支持他进行群体心理学研究的资助也逐渐到期，他再度陷入经济窘迫的局面之中。他不得已接下了撰写霍夫曼斯塔尔传记的工作，但开始撰写后发现勾起了青年时的回忆，于是把一小书扩展成了《霍夫曼斯塔尔和他的时代》。1950年德国的出版社询问布洛赫有无新作希望在德国出版，他出版《无罪者》一书，同年他曾被提名诺贝尔文学奖。1951年，赫尔曼·布洛赫在康涅狄格州纽黑文去世，葬于基林沃斯（Killingworth）的公墓。

## 主要作品

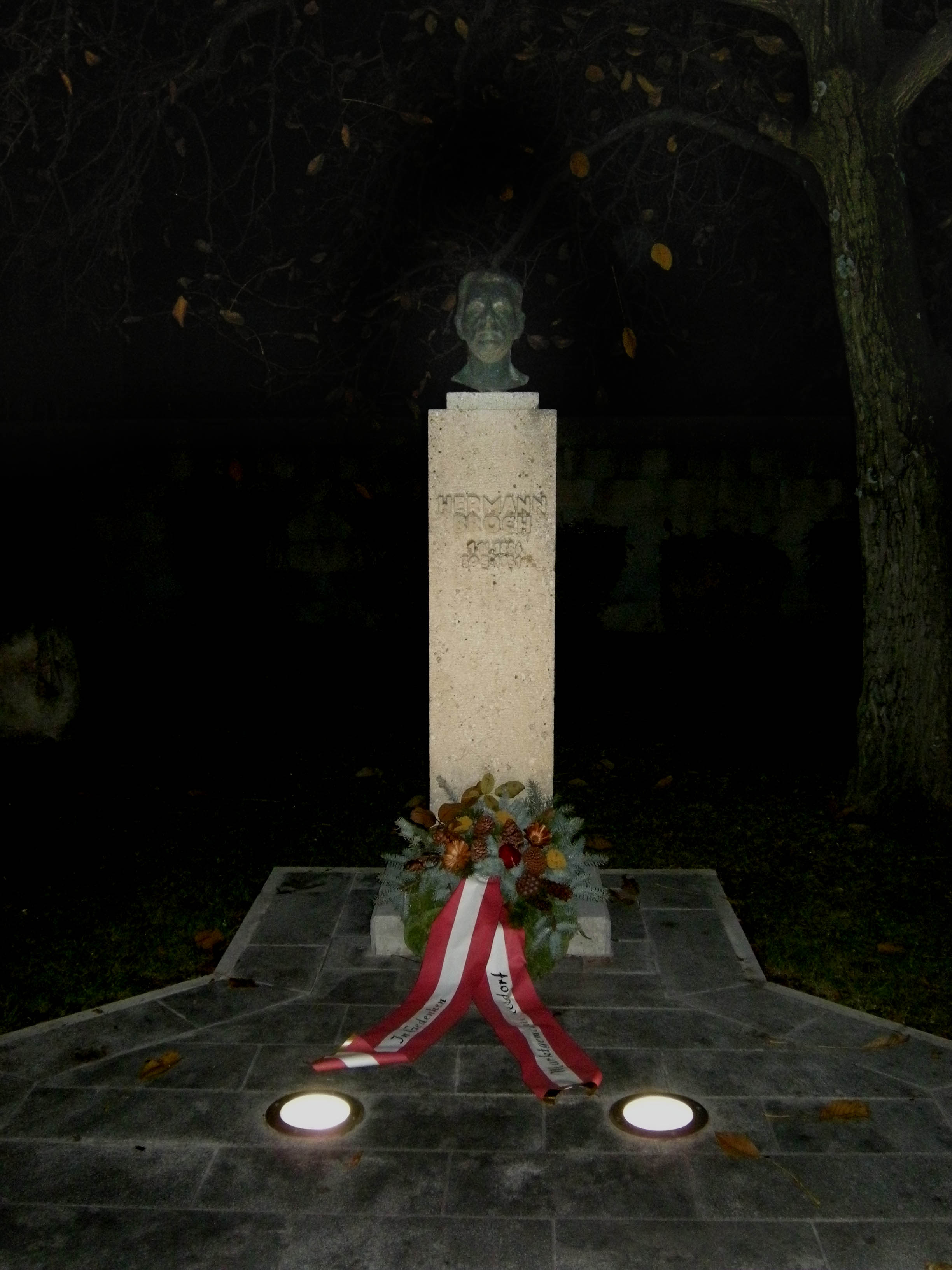
特斯多夫的布洛赫纪念碑

- 《梦游者》（Die Schlafwandler，1931-1932），小说分为三部“浪漫主义者”“无政府主义者”和“现实主义者”[8]，其中各个角色都经历了社会、政治和经济上的困难和自我转型，反映出整个社会的价值的崩溃和转变。第一部设定时间是1888年前后，叙述普鲁士贵族和军官约阿契姆·范·帕瑟诺（Joachim von Pasenow）从对波希米亚妓女鲁泽娜的追求和浪漫关系那里得到心理和生理的满足，但在犹豫和怀疑之后，走向了理性，和门当户对的伊丽莎白建立了无爱的婚姻。第二部是1903年，一位容易感情用事的藏书家和理想主义者奥古斯特·艾许放弃前途远大的工作和朋友们，当了马戏团的经理。在旧价值崩溃的影响下，他打算进行暴力活动，去谋杀银行家，但未成功，之后在一个小镇居住。第三部设定在一战即将结束之时，威廉·胡格诺，一个自称保持价值中立的青年，他杀死了艾许，强奸了他的妻子，合法的离开小镇，成了一位受人尊敬的商人。小说结构松散，由哲学随想、新闻报道、谈话记录和似真似幻的断片构成[6]。
- 《不所知的数量》（Die Unbekannte Größe，1933）这部小说的主人公年轻数学家理查德·哈耶克发现数学和自然科学的思维在解决现实问题时的无力，突出了现实背后的众多不可知非理性因素的影响[2]:72
- 《维吉尔之死》（Der Tod des Vergil，1945）这部复杂的，难解的小说糅合了梦幻与现实、诗歌与小说。小说重现了古罗马诗人维吉尔在布林迪西去世前24个小时的意识，分为四个部分“水，到达”“火，后代”“土，期望”“气，回乡”，维吉尔作品中出现的神化人物都来到了他的意识中，他被他在《埃涅阿斯纪》中曾经赞颂的社会的堕落而震惊，决定焚毁自己的诗稿，但被他的好友奥古斯都阻止了。小说的最后一章是维吉尔的幻觉，他摆脱了尘世的束缚，来到了造物的初始之时，见到了和圣经所载相反的创世景象，最终到了言语和文字无法言说的地方[2]:116-117。
- 《无罪》（Die Schuldlosen，1950），布洛赫在这部小说里反思了纳粹的兴起，将其归结为政治上的漠然和欧洲社会的心理无方向性。
- 《霍夫曼斯塔尔和他的时代》（Hofmannsthal und seine Zeit, 1974），被认为是描绘二十世纪初的维也纳文化圈的优秀作品[9]
- 《着魔》（Die Verzauberung，1976）是一篇关于群体心理学的作品，时间设定是一战后十年，描述一个提洛尔人的阿尔卑斯山村信服于残忍的原教旨主义者的许诺，参与杀害了一名无辜的少女。

## 延伸阅读
- Graham Bartram, Sarah McGaughey, and Galin Tihanov, ed. A Companion to the Works of Hermann Broch. Camden House: Rochester, NY, 2019. ISBN 9781571135414
- Michael Kessler and Paul Michael Lützeler, ed. Hermann-Broch-Handbuch. DeGruyter: Berlin and Boston, 2015. ISBN 978-3-11-029556-6